# قشلاق باباش سفلی
قشلاق باباش سفلی یک روستا در ایران است که در استان اردبیل واقع شده‌است. قشلاق باباش سفلی ۹۷ نفر جمعیت دارد.